# Abd ar-Rahman Abd al-Karim
Abd ar-Rahman Abd al-Karim (ur. 13 maja 1980) – bahrajński piłkarz grający na pozycji bramkarza.

## Kariera klubowa
Karierę piłkarską Abd ar-Rahman Abd al-Karim rozpoczął w klubie Al Hala SC z miasta Halat Bu Maher. W 2000 roku zadebiutował w jego barwach w bahrajńskiej Premier League. Zawodnikiem Al Hali był do 2004 roku. Latem tamtego roku odszedł do Al-Najmy z Manamy. Z Al-Najmą dwukrotnie zdobył Puchar Króla Bahrajnu (2006, 2007) i dwukrotnie Superpuchar Bahrajnu (2007, 2008).

## Kariera reprezentacyjna
W reprezentacji Bahrajnu Abd ar-Rahman Abd al-Karim zadebiutował w 2001 roku. W 2004 roku zajął z Bahrajnem 4. miejsce podczas Pucharu Azji 2004. Na tym turnieju był rezerwowym i wystąpił jedynie w meczu o 3. miejsce z Iranem (2:4). W 2007 roku został powołany przez selekcjonera Milana Máčalę do kadry na Puchar Azji 2007. Tam był pierwszym bramkarzem i rozegrał 3 spotkania: z Indonezją (1:2), z Koreą Południową (2:1) i z Arabią Saudyjską (0:4).